# Mike Trautmann
Mike Trautmann (* 13. März 1974 in Querfurt) ist ein ehemaliger deutscher Leichtathlet, der bei den Olympischen Spielen 2000 den 19. Platz im 50-km-Gehen belegte.

## Sportliche Karriere
Mike Trautmann begann bei der BSG Traktor Gleina mit dem Sport. 1991 und 1992 startete er für den SV Gleina, ab 1993 ging er für die LGV Gleina.
1993 nahm Mike Trautmann an den Junioreneuropameisterschaften in San Sebastian teil und belegte den sechsten Platz im 10.000-Meter-Gehen, nachdem er zuvor deutscher Jugendmeister geworden war. 1994 und 1995 siegte er bei den deutschen Juniorenmeisterschaften. 1995 trat er auch bei den Deutschen Meisterschaften im 20-km-Gehen an und belegte den vierten Platz. In der Mannschaftswertung gewann die LGV Gleina mit den Brüdern Mike und Denis Trautmann sowie Markus Heft den Titel. 1996 und 1997 belegte Mike Trautmann jeweils den siebten Platz über 20 km. In der Mannschaftswertung war er 1996 Zweiter, 1997 gewannen Denis und Mike Trautmann mit Markus Heft wieder den Titel. 1998 belegte Mike Trautmann in der Mannschaftswertung des 50-km-Gehens den zweiten Platz. 1999 erreichte Mike Trautmann den sechsten Platz in der Einzelwertung über 20 km, in der Mannschaftswertung belegte die LGV Gleina den zweiten Platz.
Bei den Deutschen Meisterschaften 2000 qualifizierte sich Mike Trautmann als Dritter über 50 km für die Olympischen Spiele. Beim olympischen Wettkampf in Sydney belegte er in 3:56:19 h den 19. Platz und war damit bester Deutscher, sein Bruder erreichte den 21. Platz und Robert Ihly gab auf. Bei den Deutschen Meisterschaften 2001 belegte Mike Trautmann den dritten Platz über 50 km und den fünften Platz über 20 km, in der Mannschaftswertung über 20 km kam die LGV Gleina auf den zweiten Platz. Trautmann startete bei den Weltmeisterschaften 2001 in Edmonton über 50 km und belegte in 3:53:25 h den zehnten Platz.
Mike Trautmann trat erst bei den Deutschen Meisterschaften 2003 wieder in Erscheinung. Über 20 km belegte er den zweiten Platz hinter Maik Berger, über 50 km erreichte er das Ziel als Zweiter hinter Andreas Erm. 2004 wurde er noch einmal Dritter über 20 km und gewann zusammen mit seinem Bruder und mit Frank Putzer den Mannschaftstitel.
Zwischen 1994 und 2004 trat der gelernte Energieelektroniker bei 16 Wettkämpfen im Nationaltrikot an.

## Bestleistungen
- 20-km-Gehen: 1:22:52 h, 6. Juni 2004 in Hildesheim
- 50-km-Gehen: 3:51:38 h, 16. Juni 2001 in Dublin[1]